# Episodi di Lost in Space (serie televisiva 2018) (terza stagione)
La terza e ultima stagione della serie televisiva Lost in Space, composta da 8 episodi, è stata interamente pubblicata sul servizio di streaming on demand Netflix il 1º dicembre 2021, in tutti i paesi in cui è disponibile.
| nº | Titolo originale               | Titolo italiano              | Pubblicazione USA | Pubblicazione Italia |
| -- | ------------------------------ | ---------------------------- | ----------------- | -------------------- |
| 1  | Three Little Birds             | Tre uccellini                | 1º dicembre 2021  | 1º dicembre 2021     |
| 2  | Contact                        | Contatto                     | 1º dicembre 2021  | 1º dicembre 2021     |
| 3  | The New Guy                    | Il nuovo arrivato            | 1º dicembre 2021  | 1º dicembre 2021     |
| 4  | Nothing Left Behind            | Non lasciare nessuna traccia | 1º dicembre 2021  | 1º dicembre 2021     |
| 5  | Stuck                          | Bloccati                     | 1º dicembre 2021  | 1º dicembre 2021     |
| 6  | Final Transmission             | Trasmissione finale          | 1º dicembre 2021  | 1º dicembre 2021     |
| 7  | Contingencies on Contingencies | Il piano C                   | 1º dicembre 2021  | 1º dicembre 2021     |
| 8  | Trust                          | Fiducia                      | 1º dicembre 2021  | 1º dicembre 2021     |